# Marie Laurent (actriz)
Marie-Thérèse-Désirée Alliouz-Luguet conocida como Marie Laurent, (Tulle, Francia 22 de junio de 1825-Villiers-le-Bel, 5 de julio de 1904) fue una actriz de teatro francesa.

## Biografía
Laurent nació en Tulle, Francia, el 22 de junio de 1825. Hija del actor Michel François Alliouz-Luguet y de la bailarina Thérèse Joséphine Sextidi Benefand. Su hermano fue el actor francés René Luguet. Se casó por primera vez con Pierre-Marie Quillevéré, barítono conocido con el nombre de Pierre Laurent, que murió en 1852. De este matrimonio tuvo dos hijos, entre ellos el periodista político Charles-Michel-Clément Quillevéré. Fue abuela de Jeanne Marie-Laurent y tía abuela del actor André Luguet.
En 1859, se volvió a casar con Maurice Bénite, un actor conocido como Maurice Desrieux. Participó en la defensa de París en 1870-1871 fundando y dirigiendo una ambulancia en Puerta de Saint Martin.
Marie Laurent triunfó en la obra de Leconte de Lisle, Les Érinnyes, en el papel de Klytaimnestra, tanto en el estreno el 6 de enero de 1873 como en la reanudación el 16 de marzo de 1889. Es la fundadora de la Orphelinat des Arts, que fue inaugurada en octubre de 1880 en Vanves.
El 6 de junio de 1901, los principales artistas de los teatros parisinos organizaron una función en el teatro Opéra en beneficio de Laurent, quien fue su decana. Murió tres años después en Villiers-le-Bel donde se había jubilado y desde entonces ha descansado en el Cementerio de Montmartre.

## Distinciones
- Chevalier de la Légion d'Honneur (decreto del Ministro del Interior del 12 de julio de 1888). Padrino: Anatole de la Forge, vicepresidente de la Cámara de Diputados.

## Legado
En 1935, la ciudad de París nombró la calle Marie-Laurent en su honor.
Su ciudad natal, Tulle, tiene una sala de fiestas que lleva su nombre en la avenida de Alsace-Lorraine 19, así como, una calle llamada Marie Laurent.